# 阿尔戈泽卢
阿尔戈泽卢是葡萄牙布拉干萨区的一个堂区。总面积29.55平方公里，总人口809人，人口密度27.4人/平方公里。